# Tirador

Tirador est un film philippin réalisé par Brillante Mendoza, sorti en 2007.

## Synopsis
En pleine semaine sainte commence la campagne pour les élections nationales. Dans cette ambiance particulière, un groupe hétéroclite de tiradors — de l’argot local pour désigner des voleurs à la petite semaine — qui sévissent dans le quartier des affaires très fréquenté de Quiapo à Manille, essaie de survivre tant bien que mal...

## Fiche technique
- Titre : Tirador
- Réalisation : Brillante Mendoza
- Scénario : Ralston Jover
- Pays d'origine : Philippines
- Format : Couleurs - 1,78:1 - 35 mm
- Genre : Drame
- Durée : 86 minutes
- Date de sortie : 2007

## Distribution
- Jiro Manio : Odie
- Coco Martin : Caloy
- Kristoffer King : Rex
- Nathan Lopez : Leo
- Harold Montano : Rod
- Angela Ruiz : Tess
- Benjie Filomeno : Elmo
- Enrico Villa : Chairman
- Aleera Montalla : Alona
- Jean Andrews : Karen
- Russel Laxamana : Kumare
- Jacklyn Jose : Zeny
- Julio Diaz : Diego
- Simon Ibarra : père de Caloy
- Mark Dionisio : Pulis